# Copa Espanya
La Copa Espanya és una competició espanyola de basquetbol entre clubs organitzada per la Federació Espanyola de Bàsquet.
Es va disputar per primer cop la temporada 1985/86 amb el nom de Copa Príncep d'Astúries, en un intent de la FEB d'organitzar una gran competició entre clubs de basquetbol en haver perdut l'organització de lliga i copa en favor de l'ACB. La competició fou successora de la Copa de l'Associació, disputada l'any 1985 i on fou campió el Caja de Álava. A les primeres edicions hi van prendre part equips de l'ACB, però la competició s'aturà el 1991 i no fou represa fins al 1997, aquest cop, però, amb equips de la Lliga LEB.
L'any 2016 passà a anomenar-se Copa Princesa d'Astúries, i l'estiu de 2024 es va aprovar un canvi de nomenclatura per a les competicions organitzades per la federació espanyola, passant a anomenar-se Copa Espanya.

## Historial
| Copa de l'Associació         | Copa de l'Associació       | Copa de l'Associació    | Copa de l'Associació       | Copa de l'Associació | Copa de l'Associació |
| Temporada                    | Seu                        | Campió                  | Finalista                  | Resultat             | Jugador més valuós   |
| ---------------------------- | -------------------------- | ----------------------- | -------------------------- | -------------------- | -------------------- |
| 1984-85                      | Villanueva de la Serena    | Caja de Álava           | CAI Zaragoza               | 93-85                |                      |
| Copa Príncep d'Astúries ACB  |                            |                         |                            |                      |                      |
| 1985-86                      | Alcora                     | C.B. Estudiantes        | Cacaolat Granollers        | 89-82                |                      |
| 1986-87                      | Vigo                       | Ron Negrita Joventut    | TDK Manresa                | 99-80                |                      |
| 1987-88                      | Palma                      | F.C. Barcelona          | Reial Madrid C.F.          | 92-90                |                      |
| 1988-89                      | Ferrol                     | Ram Joventut            | F.C. Barcelona             | 84-80                |                      |
| 1989-90                      | no es disputà              | no es disputà           | no es disputà              | no es disputà        | no es disputà        |
| 1990-91                      | La Corunya                 | Montigalà Joventut      | Fórum Valladolid           | 72-52                |                      |
| Copa Príncep d'Astúries LEB  |                            |                         |                            |                      |                      |
| 1996-97                      | Torrelavega                | Caja Cantabria          | Gijón Baloncesto           | 71-68                | Bob Harstad          |
| 1997-98                      | Pineda de Mar              | Baloncesto Fuenlabrada  | Bàsquet Inca               | 91-71                | Velimir Perašović    |
| 1998-99                      | Alacant                    | Caja Rural Melilla      | Menorca Bàsquet            | 93-85                | José María Panadero  |
| 1999-00                      | Granada                    | Club Ourense Baloncesto | Tenerife Atún de Canarias  | 76-64                | Jesús Fernández      |
| 2000-01                      | Melilla                    | Caja Rural Melilla      | Minorisa Manresa           | 92-88                | Alfons Alzamora      |
| 2001-02                      | Ourense                    | C.B. Lucentum           | Tenerife C.B.              | 73-55                | Larry Lewis          |
| 2002-03                      | Inca                       | Unelco Tenerife         | Bilbao Basket              | 70-55                | Iván Rodríguez       |
| 2003-04                      | Saragossa                  | CAI Zaragoza            | Plasencia Galco            | 89-82                | Matías Lescano       |
| 2004-05                      | Osca                       | Baloncesto Fuenlabrada  | IBB Hoteles Menorca        | 75-74                | Tom Wideman          |
| 2005-06                      | Palma                      | Polaris World Murcia    | Drac Inca                  | 78-60                | Juanjo Triguero      |
| 2006-07                      | Melilla                    | Climalia León           | Alerta Cantabria           | 92-71                | Paolo Quinteros      |
| 2007-08                      | Saragossa                  | C.B. Breogán            | Alacant Costa Blanca       | 94-91                | Roberto Morentin     |
| 2008-09                      | Alacant                    | Alacant Costa Blanca    | CB Melilla                 | 95-60                | Txemi Urtasun        |
| 2009-10                      | Melilla                    | Melilla Baloncesto      | Vive Menorca               | 79-72                | Taylor Coppenrath    |
| 2010-11                      | Santiago de Compostel·la   | Obradoiro CAB           | CB Murcia                  | 81-78                | Alberto Corbacho     |
| 2011-12                      | San Cristóbal de La Laguna | Iberostar Canarias      | Ford Burgos                | 93-85                | Nacho Yáñez          |
| 2012-13                      | Burgos                     | Autocid Ford Burgos     | River Andorra              | 73-67                | Isaac López          |
| 2013-14                      | Andorra la Vella           | River Andorra MoraBanc  | Quesos Cerrato Palencia    | 77-61                | Jordi Trias          |
| 2014-15                      | Palència                   | Quesos Cerrato Palencia | Ribeira Sacra Breogan Lugo | 78-69                | Xavi Forcada         |
| Copa Princesa d'Astúries LEB |                            |                         |                            |                      |                      |
| 2015-16                      | Palència                   | Quesos Cerrato Palencia | Melilla Baloncesto         | 87-85                | Dani Rodriguez       |